# سورن كام
سورن كام (بالألمانية: Sören Kam)‏ (بالدنماركية: Søren Kam)‏ هو جندي وضابط دنماركي وألماني، ولد في 2 نوفمبر 1921 في كوبنهاغن في الدنمارك، وتوفي في 23 مارس 2015 في كمبتن في ألمانيا.